# Saint-Urbain, Vendée

Saint-Urbain este o comună în departamentul Vendée, Franța. În 2009 avea o populație de 1,582 de locuitori.